# 中野英幸
中野 英幸（なかの ひでゆき、1961年〈昭和36年〉9月6日 - ）は、日本の政治家。自由民主党所属の衆議院議員（2期）。
埼玉県議会議員（3期）、復興大臣政務官兼内閣府大臣政務官、法務大臣政務官を歴任。有限会社くらづくり本舗代表取締役社長も務めた。

## 来歴
埼玉県川越市出身（現住所は同市伊勢原町1丁目）。埼玉県川越市立川越第一小学校、埼玉県川越市立川越第一中学校、私立明治大学中野高等学校卒業。日本大学通信教育部法学部政治経済学科中退。
1985年、たねや入社。1987年、有限会社くらづくり本舗副社長就任。2017年より同社社長。
2011年、埼玉県議会議員選挙（川越市選挙区）に自由民主党公認で立候補し当選。2015年・2019年に再選し3期務める。
2017年の第48回衆議院議員総選挙では自民党川越支部から埼玉7区からの立候補を要請された。同区には自民現職の神山佐市がいたが、神山が富士見市とふじみ野市を地盤としていることから川越市の不満がたまっていたことが要請の背景にあり、中野自身も国政進出への意欲を示していたが、党本部の説得によりこの選挙では立候補を断念した。
その後も中野は立候補に向けた準備を進め、2020年12月には二階俊博幹事長の裁定により自民党は衆議院埼玉7区支部長に中野を選任し、神山は比例北関東ブロックに転出させることが決まった。
2021年9月24日、埼玉県議会議員を辞職。10月31日に投開票が行われた第49回衆議院議員総選挙で立憲民主党現職の小宮山泰子を破り初当選を果たした（小宮山も比例で当選、神山は落選）。当選後、父親の所属していた志帥会（二階派）に加入。
2022年8月12日、第2次岸田第1次改造内閣にて内閣府大臣政務官兼復興大臣政務官に就任。内閣府では健康医療戦略の推進・科学技術・宇宙開発政策、防災、国土強靭化、領土・主権対策、カジノ管理委員会、内閣サイバーセキュリティセンターを担当。
2023年9月13日、第2次岸田第2次改造内閣が発足。9月15日付で法務大臣政務官に就任。
同年12月19日、自民党5派閥の政治資金パーティーをめぐる裏金問題で、東京地検特捜部は安倍派と二階派の事務所への強制捜査を開始した。これを受けて同月20日、法務大臣の小泉龍司と法務大臣政務官である中野は二階派に退会届を提出し、ともに受理された。
2024年10月27日に投開票が行われた第50回衆議院議員総選挙で立憲民主党現職の小宮山泰子に破れ、比例復活で2選を果たした。

## 政策・主張

### 国会議員として
- 第49回衆議院議員総選挙で初当選を果たし、当選証書の付与式に参加した際、「経済を成長させ、分配につなげる。中小企業対策に取り組みたい」と語っている[17]。また初登院をした際には、「中小企業の育成や商店の活性化、やることがたくさんある、初心を忘れず地元の声を糧に頑張る」と意気込みを語っている[18]。
- 中野は2022年8月復興庁就任について「信条である”現場主義”を徹底し、一日でも多く被災地を訪問し、被災地の復興状況、現場の実情の把握に努めてまいります」と述べた[13]。
- 2023年2月22日、島根県が竹島（隠岐の島町）の領有権確立を目指して条例で定めた「竹島の日」記念式典に内閣府政務官として出席。あいさつで「総力を挙げて外交、教育、啓発などのさまざまな場で取り組みを展開し、一歩も引くことなく毅然（きぜん）とした態度で今後も粘り強く対応する」と述べた[19][20]。

### 県議会議員時代
- 地域社会でのバスは、地域住民にとって生活の足として重要であり、地元の事業者が新しい路線編成の方式を採用したことによって、年間の乗客数が増回したことを受け、先進的な取り組みを県内に普及させ、路線バスの維持、利便性の向上を図るべきと訴えている[21]。
- 商店街が地域住民の利便性の向上を図る為に、街路灯の整備や防犯カメラの設置に取り組んでいるとし、県と市町村が連携して地域の実情を踏まえた整備を進めることが重要と指摘している[22]。
- 地域経済を商店街が支えていると指摘し、商店街が抱える空き店舗問題について、空き店舗を有効活用する為に県が後押しし、積極的な空き店舗対策に取り組むべきだと主張している[23]。
- 消防団員が仕事をしながら訓練を重ねていることに触れ、消防団員が地域防災の要としての重要な役割を果たしているとし、訓練場所を確保する為にも県が所有する防災基地を訓練場として提供できないかを県議会で提案している[24]。
- 新型コロナウイルスの感染拡大に伴い、毎年開催してきた戦没者追悼式や慰霊行事の中止が相次いだことを受けて、埼玉県の遺族連合会青年部長として「遺族が高齢化する中、戦争の悲惨さを語り継ぎ、次世代につなぐための人材の裾野を広げなければならないが、人を中々集めることができないのがもどかしい」と語っている[25]。

## 人物
ジャーナリストの鈴木エイトが作成した「旧統一教会関連団体と関係があった現職国会議員168人」によれば、旧統一教会関連団体との関係について、かつて教団関連集会に複数回出席して挨拶をしていたとされる。

## 不祥事

### くらづくり本舗の偽装表示
2022年（令和4年）3月28日、社長を務める「くらづくり本舗」で別の製造業者から仕入れた菓子を自社で袋詰めしただけにもかかわらず、包装に「自社製造」と偽装表示して販売していたことが発覚したとして、同社ホームページで謝罪した。

### 衆院法務委員会での居眠りと離席
中野が衆院法務委員会で居眠りをしたり、あるいは喫煙のために複数回長時間にわたって席を離れたりなどしていたことを、法務委の委員の一人である立憲民主党の寺田学により、2024年4月5日の同委員会で追及された。中野は陳謝した。

## 所属団体・議員連盟
- 自民党たばこ議員連盟[30]

## 選挙
| 当落 | 選挙                       | 執行日         | 選挙区      | 政党       | 得票数    | 得票率 | 定数 | 得票順位 /候補者数 | 政党内比例順位 /政党当選者数 |
| ---- | -------------------------- | -------------- | ----------- | ---------- | --------- | ------ | ---- | ------------------ | ---------------------------- |
| 落   | 2008年埼玉県議会議員再選挙 | 2008年4月27日  | 西第8区     | 自由民主党 | 5657票    | 34.12% | 1    | 2/3                | /                            |
| 当   | 2011年埼玉県議会議員選挙   | 2011年4月10日  | 西第8区     | 自由民主党 | 2万2806票 | 21.20% | 4    | 1/6                | /                            |
| 当   | 2015年埼玉県議会議員選挙   | 2015年4月12日  | 西第7区     | 自由民主党 | 1万9973票 | 18.66% | 4    | 2/7                | /                            |
| 当   | 2019年埼玉県議会議員選挙   | 2019年4月7日   | 西第7区     | 自由民主党 | 2万7034票 | 26.79% | 4    | 1/5                | /                            |
| 当   | 第49回衆議院議員総選挙     | 2021年10月31日 | 埼玉県第7区 | 自由民主党 | 9万8958票 | 44.21% | 1    | 1/3                | /                            |
| 比当 | 第50回衆議院議員総選挙     | 2024年10月27日 | 埼玉県第7区 | 自由民主党 | 6万6498票 | 36.02% | 1    | 2/4                | 1/7                          |